# Парламент Індії
Парламент Індії або Сансад — найвищий федеральний орган законодавчої влади в Індії. Включає в свою структуру Президента Індії і дві палати: нижню палату, Лок Сабха, і верхню палату, Радж'я Сабха. Будівля парламенту розташована в Нью-Делі і носить назву Сансад Бхаван. Законодавчі акти приймаються шляхом утвердження законопроєкту обома палатами і подальшого схвалення його Президентом. Центральний зал засідань парламенту традиційно використовується для спільних засідань нижньої і верхньої палат.

## Нижня палата (Лок Сабха)
Нижньою палатою парламенту є Лок Сабха (Народна палата). Її члени обираються прямим загальним таємним голосуванням на основі мажоритарної системи. Це найвпливовіша з двох палат, що перевершує верхню за своїм значенням і об'ємом повноважень. Максимальний встановлений конституцією країни (ст. 81) розмір Лок Сабхи — 552 депутати (до 530 від штатів, до 20 від союзних територій, і ще два можуть бути призначені президентом для представлення інтересів індійців британського походження).
Лок Сабха обирається строком на 5 років, проте, якщо в країні було оголошено надзвичайний стан, її повноваження можуть бути продовжені ще на рік. Президент Індії має право розпустити палату раніше терміну у випадку, якщо жодна з партій не зможе сформувати більшість або створити коаліцію. Для обрання в члени Лок Сабхи, кандидатові необхідно мати громадянство Індії і вік не менше 25 років, бути психічно здоровим, не бути банкрутом і не знаходитися під кримінальним переслідуванням.
Чотирнадцята Лок Сабха була сформована за підсумками виборів в квітні-травні 2004 року і включає 545 членів (530 від штатів, 13 від союзних територій і 2 представники англо-індійців. Декілька місць зарезервовано для представників офіційно опікуваних державою нижчих каст і корінних народів (Scheduled Castes and Scheduled Tribes).
Представники штатів і союзних територій обираються громадянами Індії на основі загального виборчого права. Кожен громадянин, що досяг 18 років, незалежно від статі, раси, приналежності до тієї або іншої касти, релігійних переконань, і не позбавлений прав іншим чином, має право голосу на виборах.

## Верхня палата (Раджья Сабха)
Верхньою палатою парламенту є Раджья Сабха (Рада штатів). Його члени обираються непрямим шляхом членами законодавчих органів адміністративних одиниць першого рівня — штатів і союзних територій Індії.
Раджья Сабха включає всього 250 членів. Палата не може бути розпущена, а обрання її членів здійснюється за наперед встановленим ротаційним планом. Кожен член палати вибирається на шестирічний термін, нові вибори проводяться для однієї третини складу палати кожні 2 року. Структура формування палати встановлена статтею 80 конституції:
- 12 членів призначаються Президентом з числа осіб, що мають спеціальні знання або досвід в літературі, науці, мистецтві або соціальній роботі.
- Представники штатів обираються членами законодавчих зборів штатів відповідно до пропорційних вимог за допомогою системи єдиного передаваного голосу.
- Представники союзних територій обираються непрямим шляхом членами колегії вибірників даної території також за пропорційною системою.

Раджья Сабха була задумана для збереження федеративної системи країни. Число членів палати від кожного штату залежить від чисельності населення (наприклад, 31 від штату Уттар-Прадеш і 1 від штату Нагаленд). Мінімальний вік претендентів на місце у верхній палаті встановлений в 30 років.

## Будівля парламенту

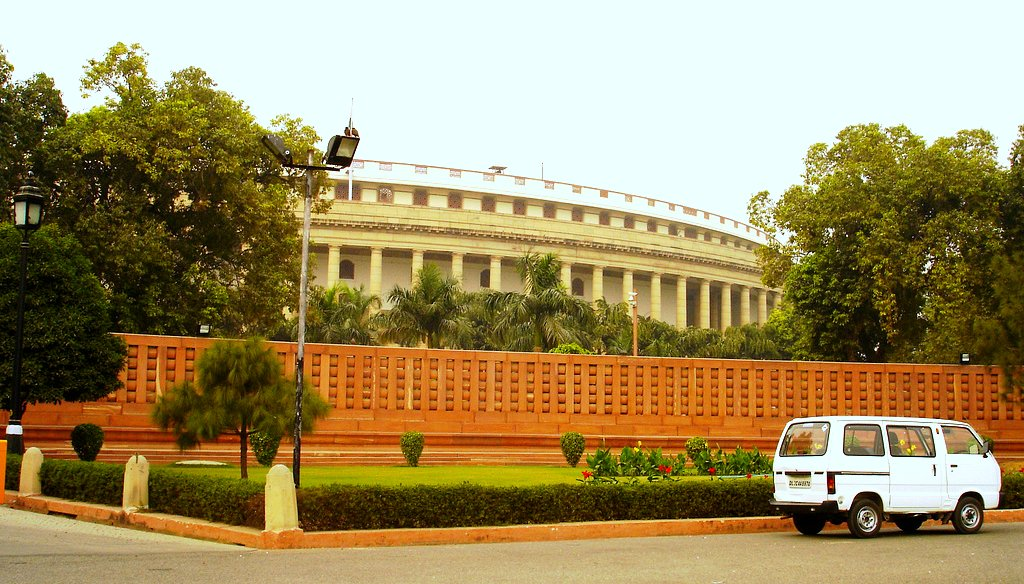
Фасад Сансад-Бхаван, будівлі парламенту Індії

Місцем засідань парламенту індії є Сансад-Бхаван, кругла будівля, збудована за проєктом британських архітекторів Едвіна Лаченса і Герберта Бейкера в 1912–1913 роках. Крівля зовнішнього кільця будови підтримується 144 гранітними колонами. Гарний вигляд на будівлю парламенту відкривається від Брами Індії.
У Княжому залі парламентського палацу з 1958 року також розміщується Верховний суд Індії.